# Dragon (militaire)
Pour les articles homonymes, voir Dragon (homonymie).

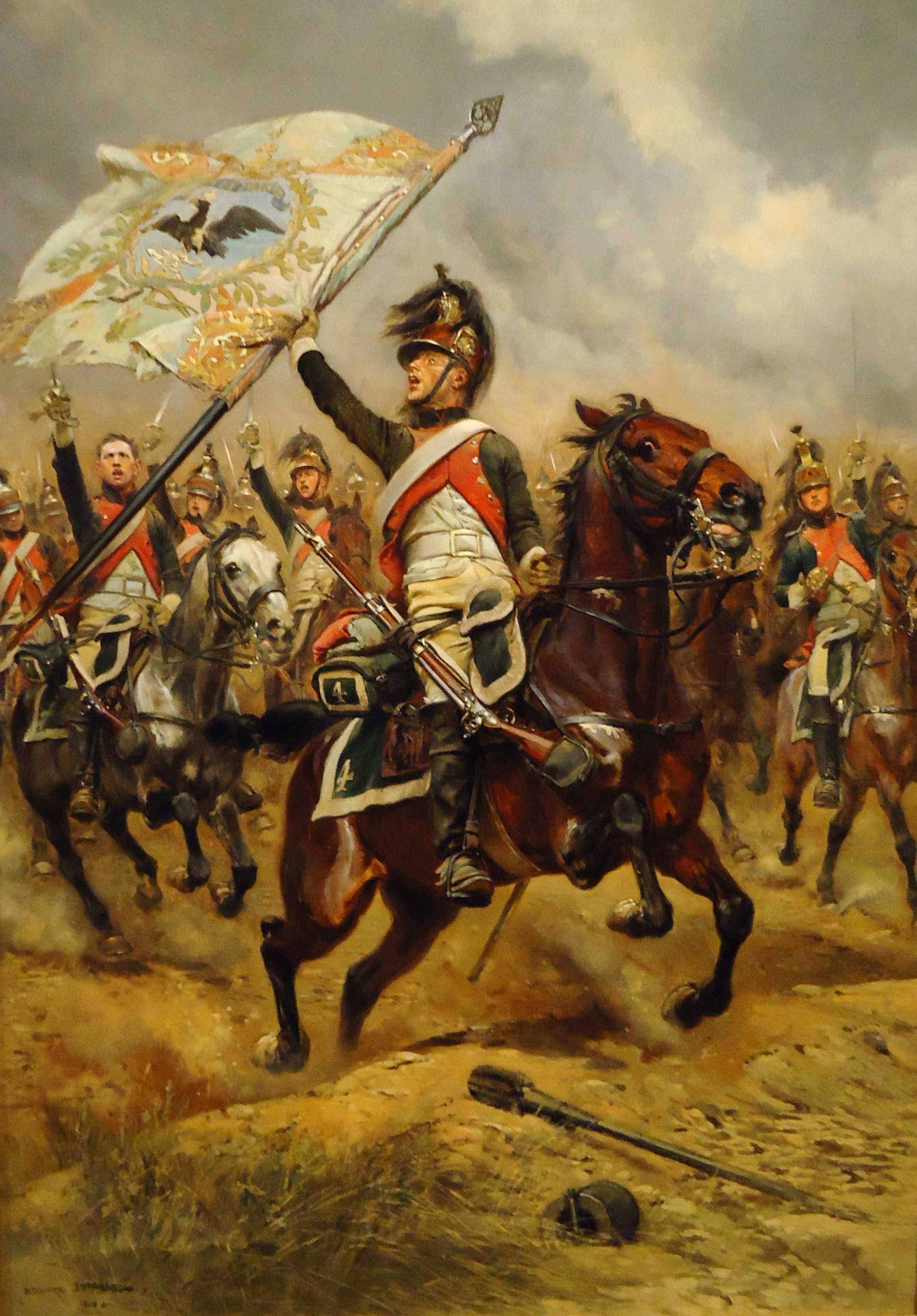
Dragons français à la bataille d'Iéna.

Le terme dragon désigne des soldats qui se déplacent à cheval mais combattent à pied, bien que certaines périodes de l'Histoire aient fait déroger à cette règle leur attitude de combat.
Les premiers exemples de telles unités remontent à l'Antiquité avec les dimaques d'Alexandre le Grand ou les Alamans.

## Origine du nom et histoire générale

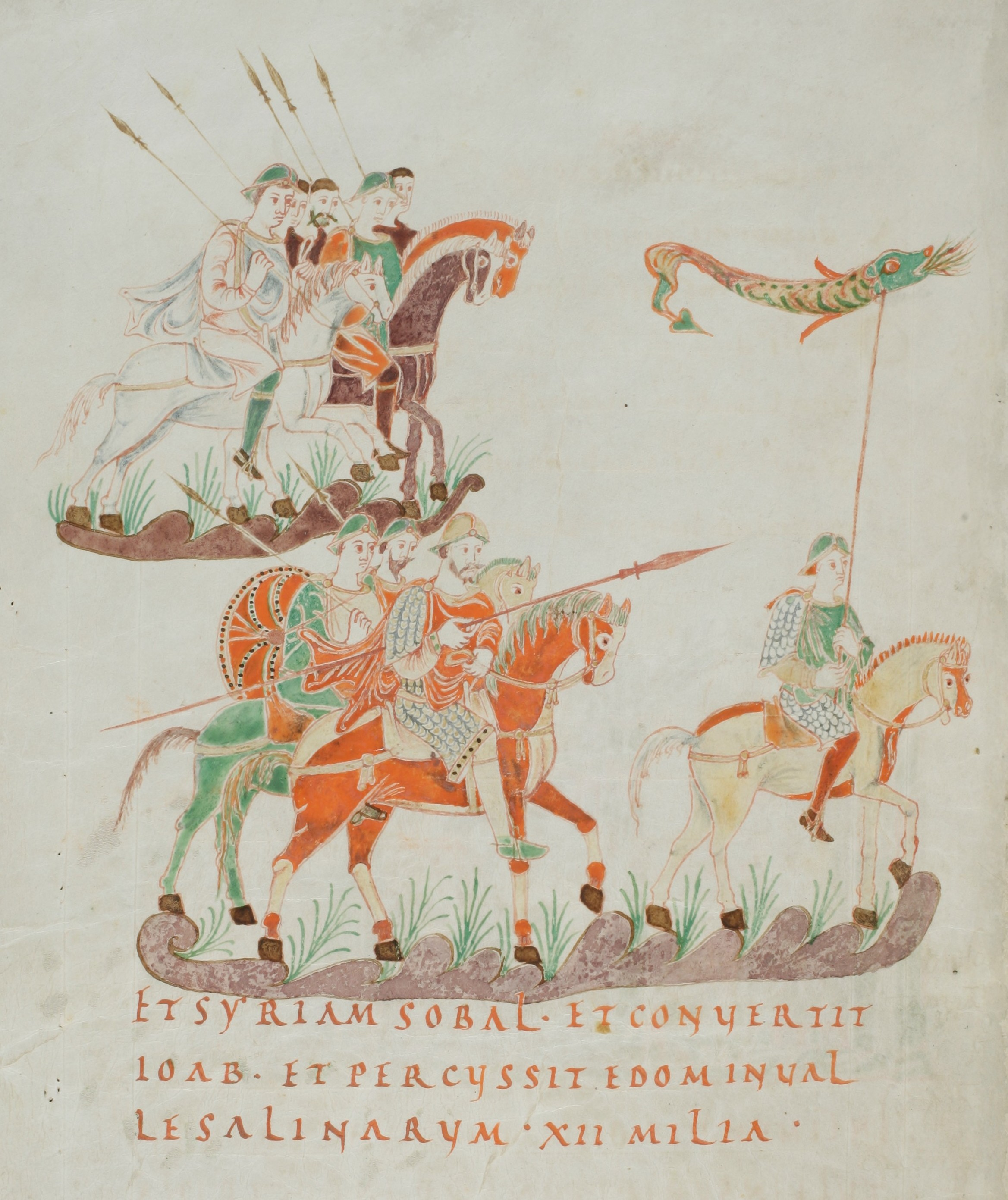
Cavalerie carolingienne avec un porte-étendard en forme de dragon, dont les dragons tireraient leur titre selon certaines hypothèses relatives à leur appellation.

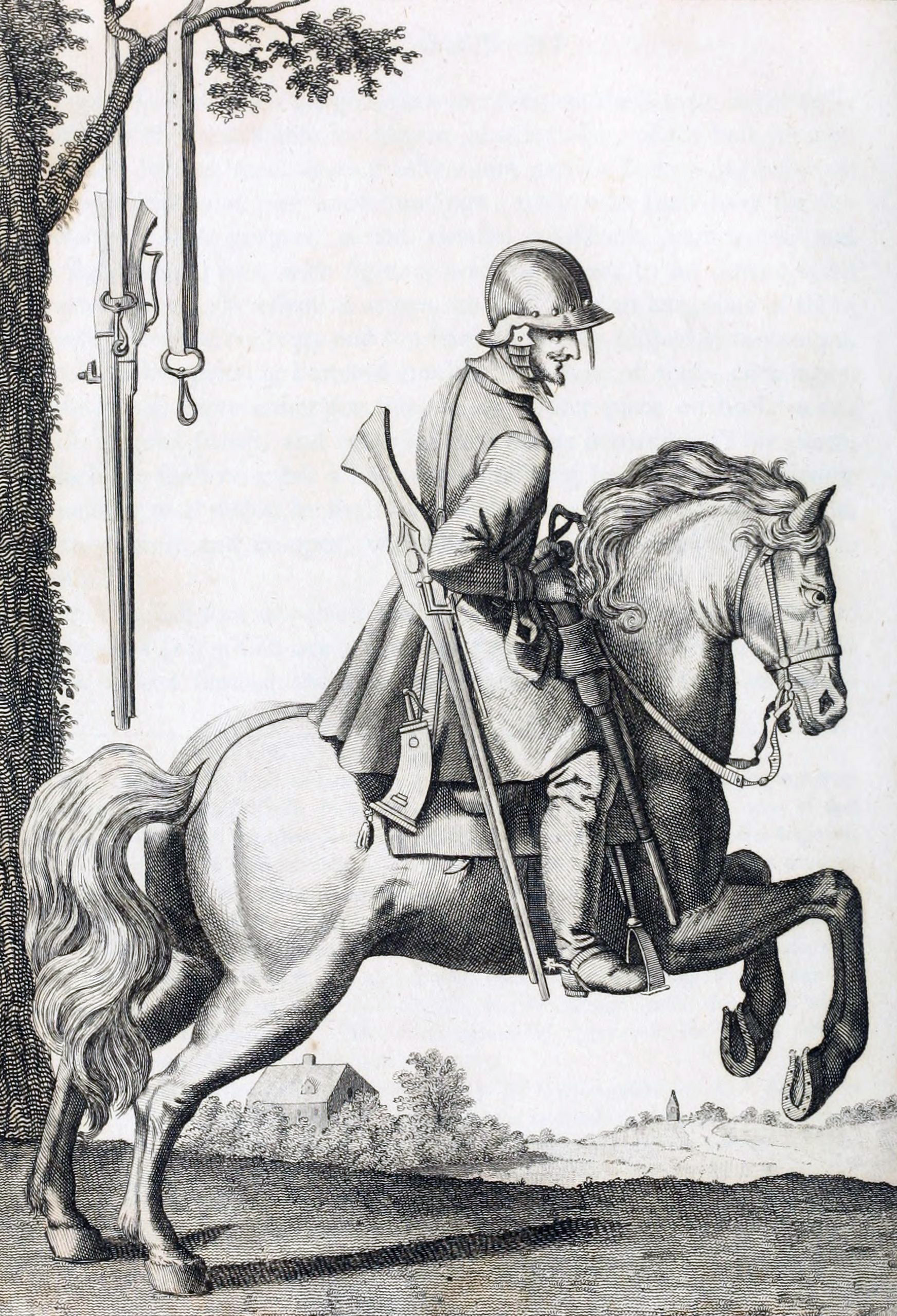
" Dragon monté ", XVIIe siècle. Gravure anglaise dd 1801.

Plusieurs hypothèses existent sur l'origine du terme dragon.
Au Moyen Âge, le dragon était considéré comme le symbole de la puissance et de la vaillance, deux qualités qui le rendent presque invulnérable. C'est ce qui explique que de nombreux chevaliers l'aient placé dans leurs armoiries. Dans les récits médiévaux des Chevaliers de la Table ronde, l'étendard du roi Arthur est orné d'un dragon volant.
Au XVIe siècle, un corps de troupe adopta un dragon sur son étendard. C'est sans doute pour cette raison que le terme dragon a été utilisé pour désigner le soldat de cette troupe. Cette hypothèse a été retenue par Voltaire et Littré, avec cependant quelques variantes.
Une autre hypothèse sur l'origine du terme dragon a été développée par le capitaine Choppin, dans son Histoire des dragons, parue en 1893. Selon ce dernier, le surnom dragon a été donné à Guillaume de Gomiécourt, seigneur de Wailly au XIIe siècle et ennemi acharné des Anglais, par Henri Ier. Plus tard, son fils, Raoul Dragon de Gomiécourt, leva une troupe de soldats combattant à pied et à cheval. Ces derniers se livrant au pillage et au carnage furent appelés Dragons comme leur chef.
Une autre théorie dit que le terme dragon viendrait d'un type d'arquebuse du même nom, utilisé par des troupes de la Renaissance. On situe d'ailleurs sous le règne d'Henri II l'apparition du nom « dragon » qui désignait à l'époque les arquebusiers à cheval, corps créé par le maréchal de Brissac pour servir dans l'armée du Piémont. Mais, bien que séduisante, cette hypothèse se heurte au fait qu'aucune arme à feu portative n'ait été désignée par le terme dragon en France — un mousquet portait ce nom en Angleterre — et que les récits des chroniqueurs militaires de l'époque ne font aucune allusion à la présence de dragons sur les étendards de la troupe du maréchal de Brissac.
Certains ont alors avancé que l'origine du terme dragons serait en fait une déformation du mot allemand Trager, qui signifie "porteur". En effet, en 1524, les hommes du corps des arquebusiers à cheval de l'armée du Piémont étaient à deux par cheval : un cavalier qui dirigeait l'animal et un tireur avec une arquebuse. Quand ce dernier, ayant mis pied à terre pour combattre, voulait remonter à cheval pour se replier ou pour poursuivre l'ennemi, il appelait son cavalier. Or, si les tireurs étaient majoritairement originaire du Pays basque, les cavaliers étaient quant à eux des mercenaires étrangers, venant le plus souvent d'Allemagne. Les tireurs appelaient donc ces derniers par le mot allemand Trager. On peut penser que, avec l'usage, ce mot ait été déformé à force d'être mal entendu et mal répété et qu'il se soit transformé en Dragon.
Enfin, le comte de Chesnel pense, quant à lui, que les dragons descendraient des drageons, mot qui signifie « rejeton » car les dragons étaient considérés comme étant les rejetons de l'infanterie.
Les traditions, malheureusement difficilement sourçables, attribuent la création des premiers régiments de dragons au comte Pierre Strozzi en 1543 ou au maréchal Charles de Cossé-Brissac en 1550 et d'aucuns au comte Ernst von Mansfeld (1580-1626), un des grands généraux de mercenaires de la guerre de Trente Ans, anachronisme historique puisque les dragons étaient déjà utilisés en grand nombre pendant les guerres huguenotes françaises de la fin du XVIe siècle. En vérité, Mansfeld quelquefois - selon l'occasion et la nécessité - a mis un grand nombre de ses troupes à cheval, parfois même avec un deuxième soldat « en croupe », pour former ce qu'on appelait déjà à son époque une « armée volante ».
Gustave II Adolphe de Suède au XVIIe siècle développe dans son armée ce type de troupes. Le dragon est alors armé d'un sabre, d'une hache et d'un fusil. Il combat essentiellement à pied mais se déplace à cheval. La plupart des armées européennes imitent ce souverain. Tout au long du XVIIIe siècle le caractère d'infanterie des dragons s'atténue pour finalement disparaître. Ainsi, sous Napoléon Ier, les dragons français sont assimilés à de la cavalerie légère puis lourde et, à de rares exceptions près, ne combattent plus qu'à cheval.

## Unités de dragons par pays

### Allemagne

#### Bavière

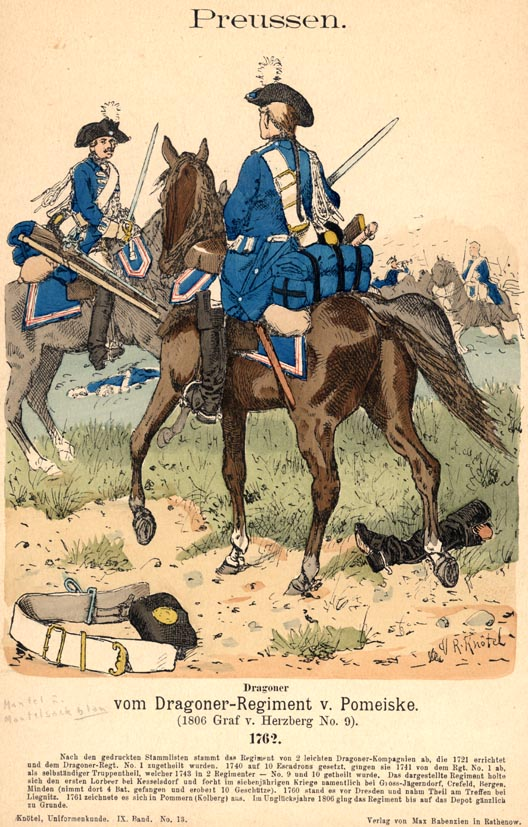
Dragons prussiens en 1762 d'après Richard Knötel
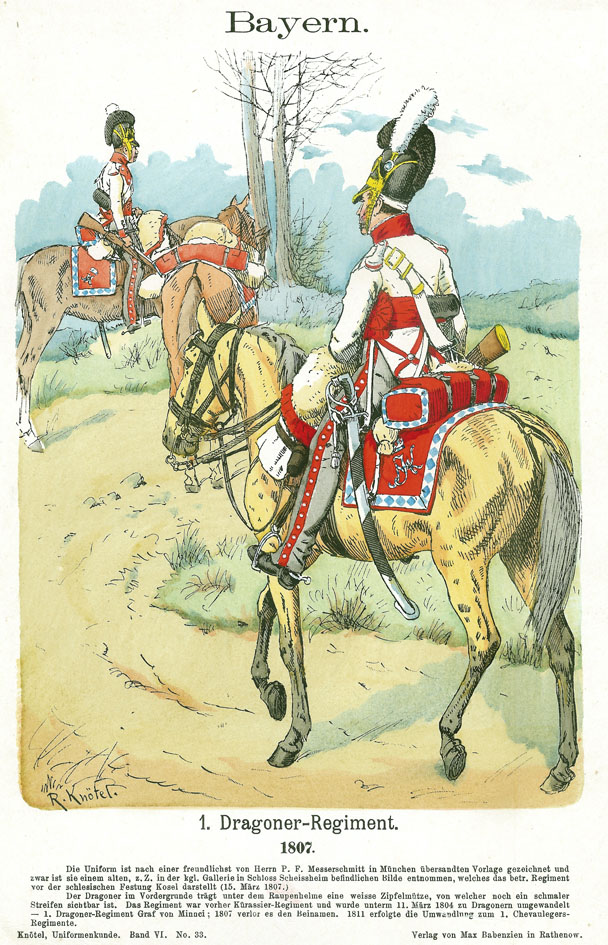
Dragons bavarois en 1807 d'après Richard Knötel
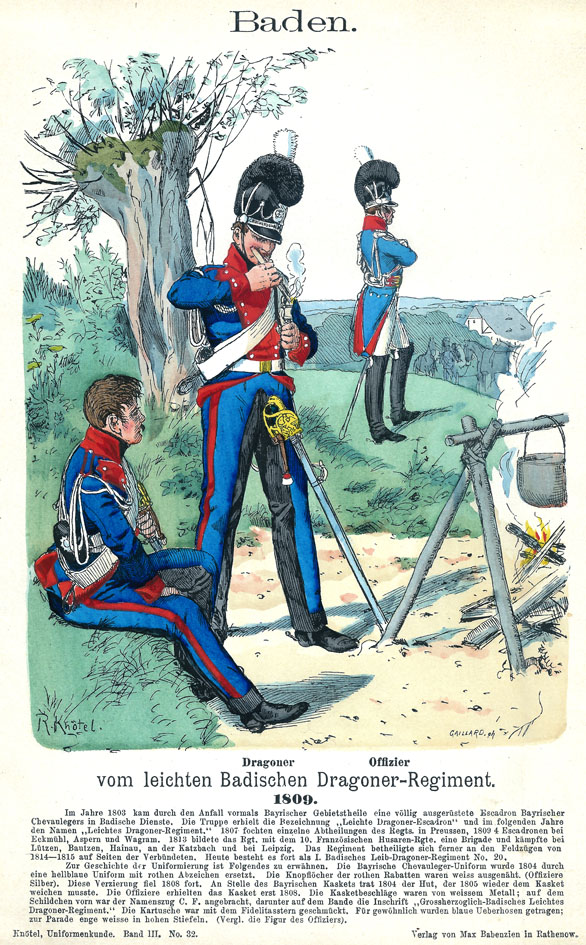
Dragons badois en 1809 d'après Richard Knötel
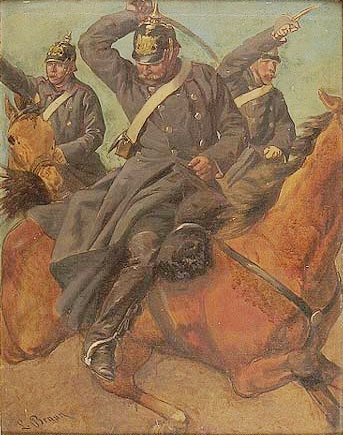
Dragons wurtembergeois par le peintre Louis Braun (1836–1916).
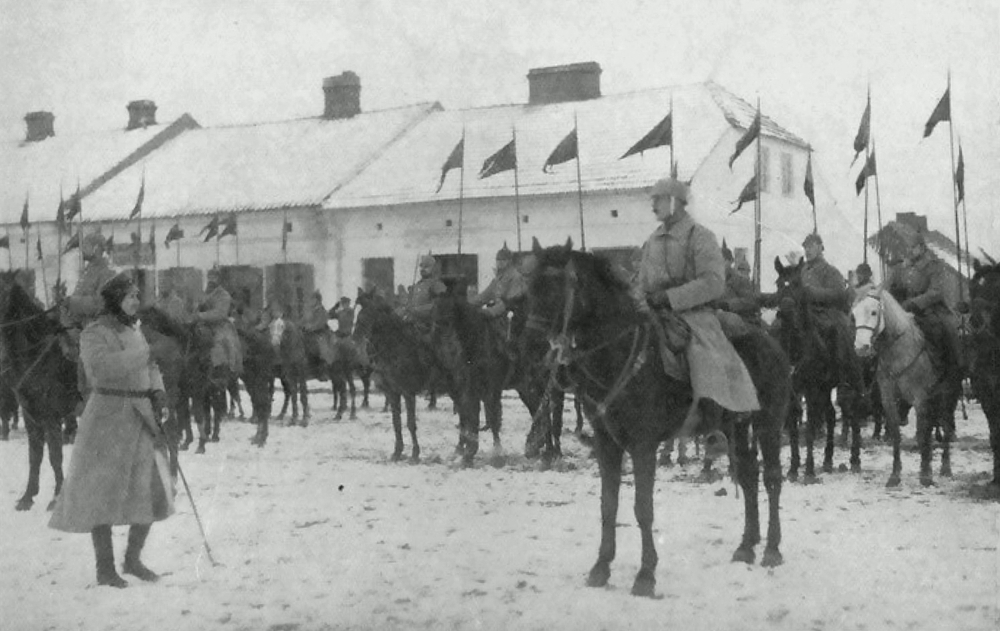
Le Grand-duc Frédéric-François IV de Mecklembourg-Schwerin visitant le régiment de dragons mecklembourgeois sur le front oriental pendant la Première guerre mondiale

### Belgique
Les territoires de l'actuelle Belgique firent, au fil des siècles et aux gré des guerres et des mariages royaux et princiers, partie des grands puissances européennes.
En 1556, son territoire passe sous la couronne espagnole des Habsbourgs dans le cadre des « Pays-Bas espagnols ». Tout au long de cette période espagnole, de nombreux régiments furent levés en Belgique dont notamment les fameuses Gardes wallonnes. En 1706, un décret lève trois régiments de cavalerie, étant deux de dragons et un de « grosse cavalerie » (cavalerie lourde) ayant respectivement pour commandant le prince Ferdinand de Ligne, le comte de Holstein et le comte de Mérode, marquis de Westerlo. Ils fusionnent en 1725 dans un unique régiment de dragons wallons
Lors de la révolution brabançonne de 1789 contre la domination autrichienne, plusieurs régiments « volontaires » montés prenant parfois le titre de « dragons » furent levés en Flandre et en Wallonie : Dragons de l'abbaye de Tongerlo commandés par leur prélat et colonel Godefroi Hermans, Dragons de Menin, Dragons volontaires de Bruxelles etc .
L'armée du royaume uni des Pays-Bas, créé lors du congrès de Vienne et qui regroupait les territoires de l'actuelle Belgique et des Pays-Bas, comptait dans ses rangs un régiment de dragons légers belges - portant le titre de « 5e régiment de dragons légers »- « suite à la défaite de Napoléon à Leipzig en octobre 1813 et la campagne de France qui s'annonce, Charles-Auguste de Saxe-Weimar, commandant en chef des troupes alliées en Belgique, fait lever, en février 1814, un premier régiment de cavalerie appelé les Chevau-Légers van der Burch, du nom de son colonel, Charles Albert Louis Alexandre Henri van der Burch. Il est renommé en septembre 1814, le régiment des Chevau-Légers belges et finalement en avril 1815, il prend le nom de 5e régiment de dragons légers (« 5de Regiment Lichte Dragonders) » ». Le régiment prit part à la bataille de Waterloo sous le commandement du colonel Édouard de Mercx de Corbais au sein du Corps de Cavalerie alliée.
Après l'indépendance en 1830, la jeune armée belge ne compte plus de régiments de dragons dans ses rangs, le décret du 16 octobre 1830 du gouvernement provisoire prévoyant la formation de six régiments de cavalerie - étant : deux de Lanciers, deux de Cuirassiers et deux de Chasseurs, les survivants de l'ancien régiment de dragons légers hollando-belge constituant le noyau du 1er Lancier.

Pays-Bas autrichiens: officier du régiment de dragons belges du feld-maréchal Marquis de Westerloo (1725-1732) qui deviendra 1732, le régiment des dragons du Prince de Ligne
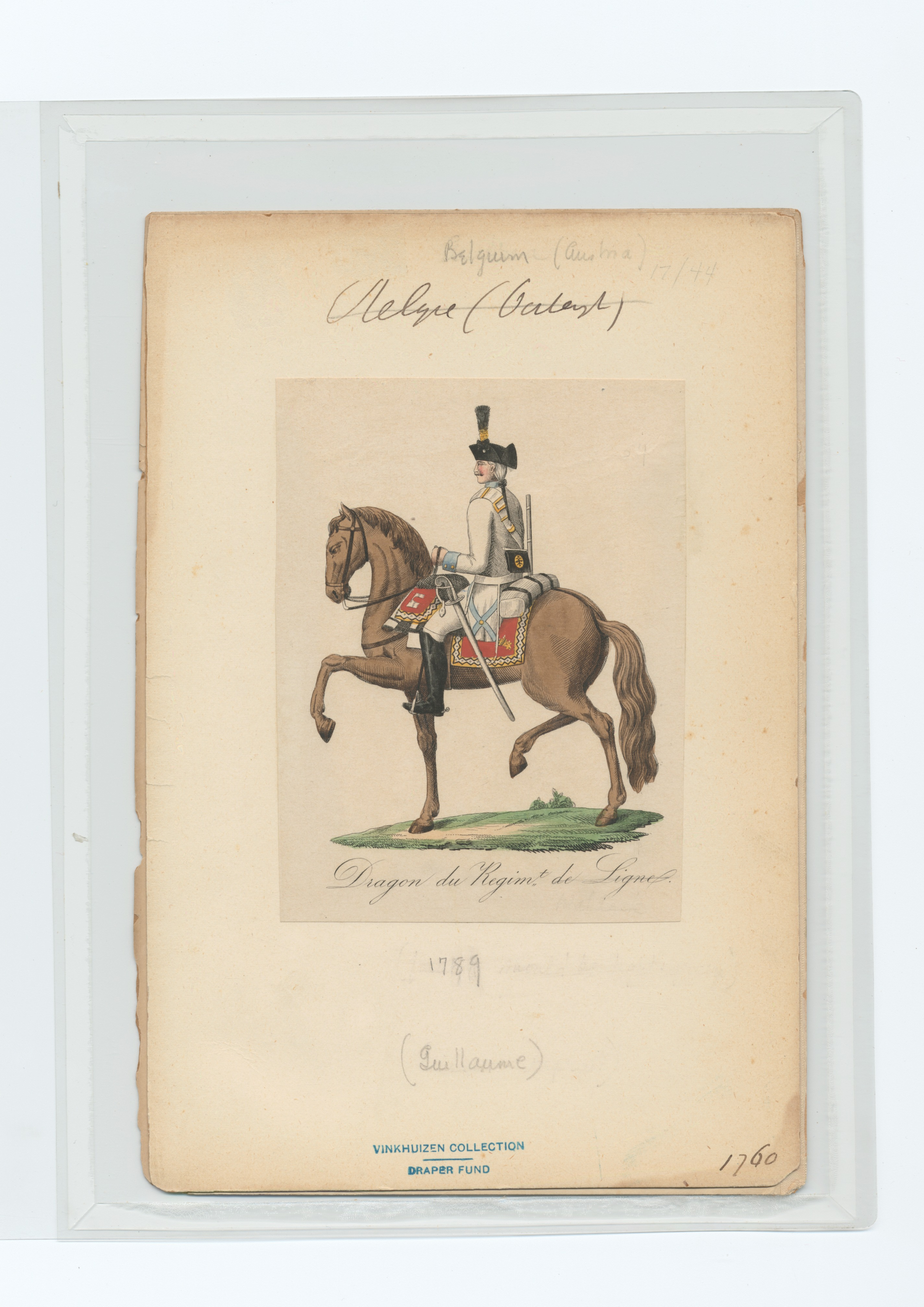
Dragon du Prince de Ligne en 1789
Armée des patriotes pendant la révolution brabançonne: dragon du régiment de Tongerloo (1789)
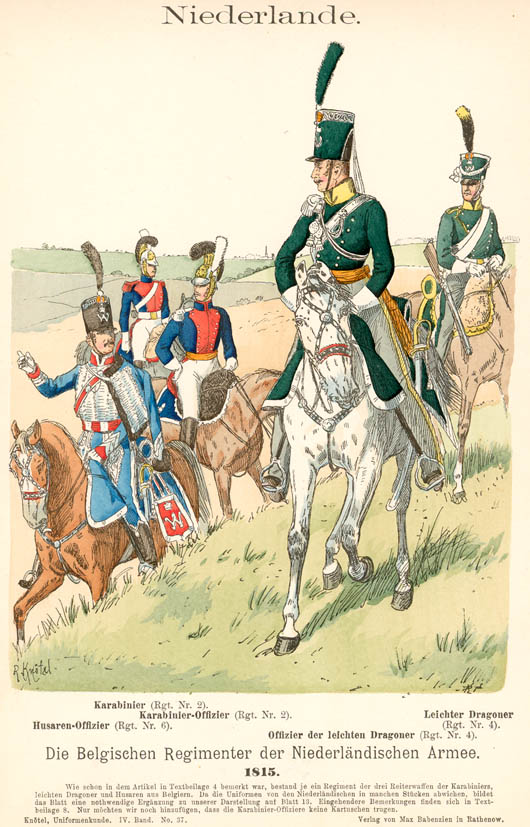
Les unités belges de l'armée du royaume uni des Pays-Bas d'après Richard Knötel: en uniforme vert, le régiment des dragons légers

### États-Unis
Aux États-Unis, suivant en cela l'usage britannique et ce jusqu'après la guerre de Sécession, le terme de « dragoons » a servi à désigner toutes les troupes montées sans les différents titres (cuirassier, carabinier, etc.) en usage dans les armées européennes.
Pendant la guerre d'indépendance des États-Unis, quatre régiments de dragons combattirent au sein de l'Armée continentale. Les dragons américains prirent également part à la guerre anglo-américaine de 1812 mais en 1815 toutes les troupes montées furent licenciées.
Un bataillon de rangers montés fut organisé en 1832, mais il a été rapidement démantelé et un régiment de dragons a été organisé à sa place. En 1833, lors de l’organisation du premier régiment de dragons, il n’y avait pas d’autres forces montées dans l’armée américaine. Le premier régiment de dragons était composé de dix compagnies. Après le recrutement des cinq premières compagnies, elles furent envoyées à Fort Gibson sous leur colonel, Henry Dodge, pour y passer l'hiver. Les autres suivirent plus tard .
« Au milieu du XIXe siècle, juste avant la guerre civile, trois types différents de troupes à cheval existaient simultanément dans l'armée des États-Unis: la cavalerie, les dragons et les fusiliers à cheval », les dragons américains se voyant dévolu le même rôle que les dragons européens, les « mounted rifles » jouant celui d'infanterie montée, étant armés de fusils au lieu de la carabine des dragons et dépourvus du sabre qui équipait les autres troupes montées.
Durant la guerre de Sécession, les deux belligérants utilisent leur cavalerie comme unité de reconnaissance et comme unité d'infanterie montée. Après ce conflit, les régiments de cavalerie américaine perdront leur titre de dragoons pour adopter plus simplement celui de cavalry regiments

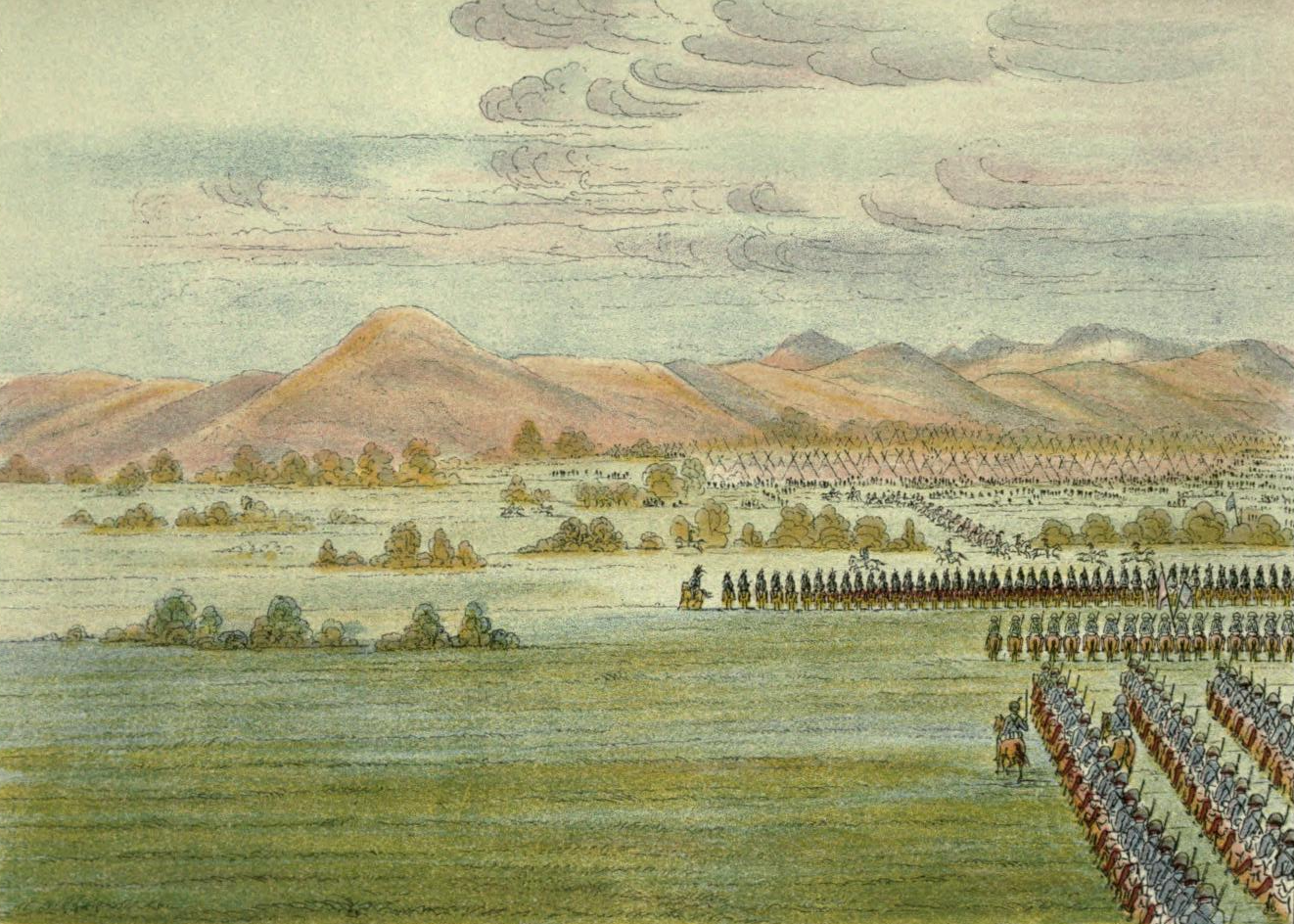
Colonne de l' « United States Dragoon Regiment » approchant un village comanche pendant la First Dragoon Expedition en 1834.
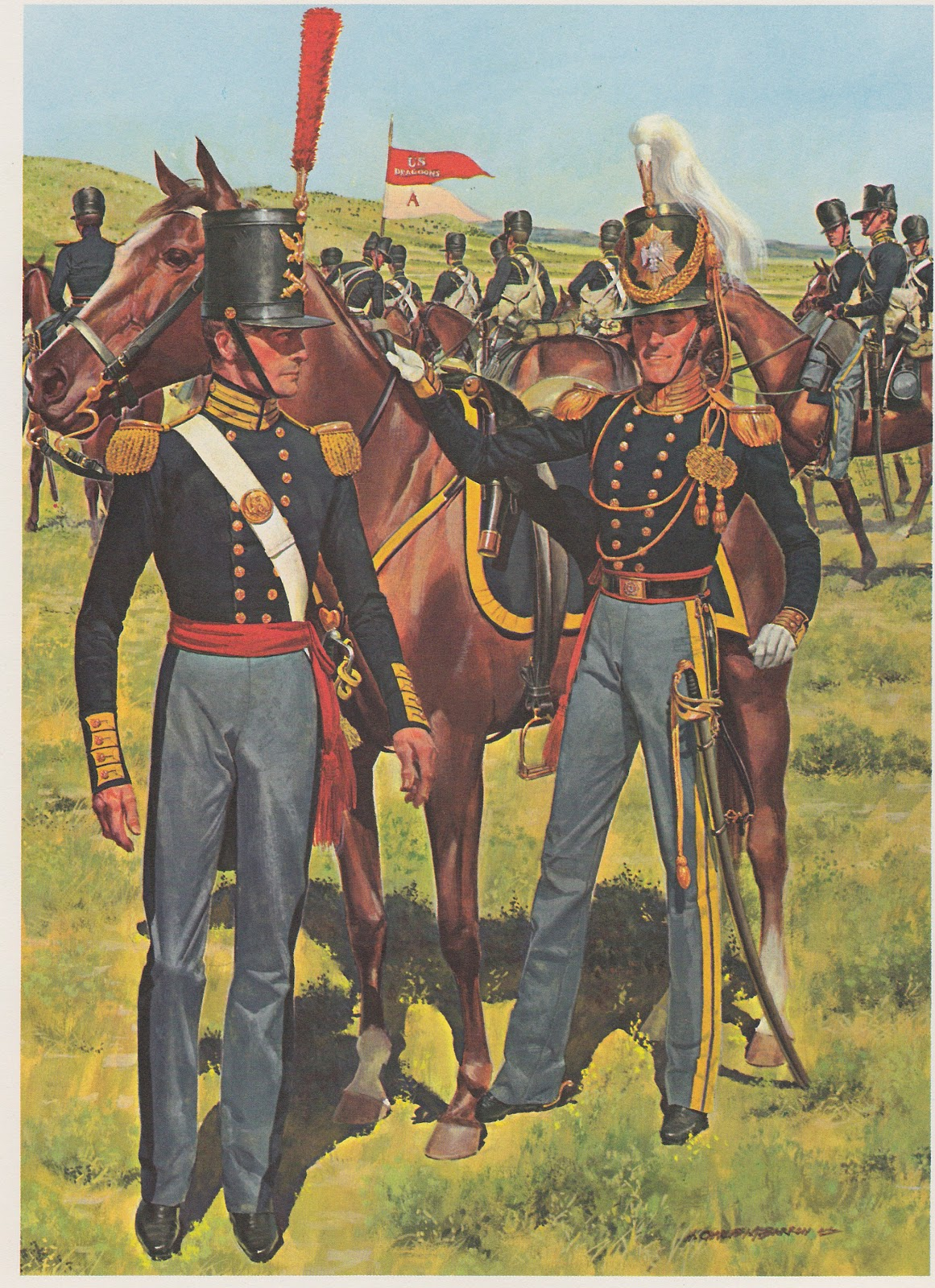
L'armée américaine en 1836: à droite un officier des « dragoons ».
Dragons américains pendant la guerre américano-mexicaine.
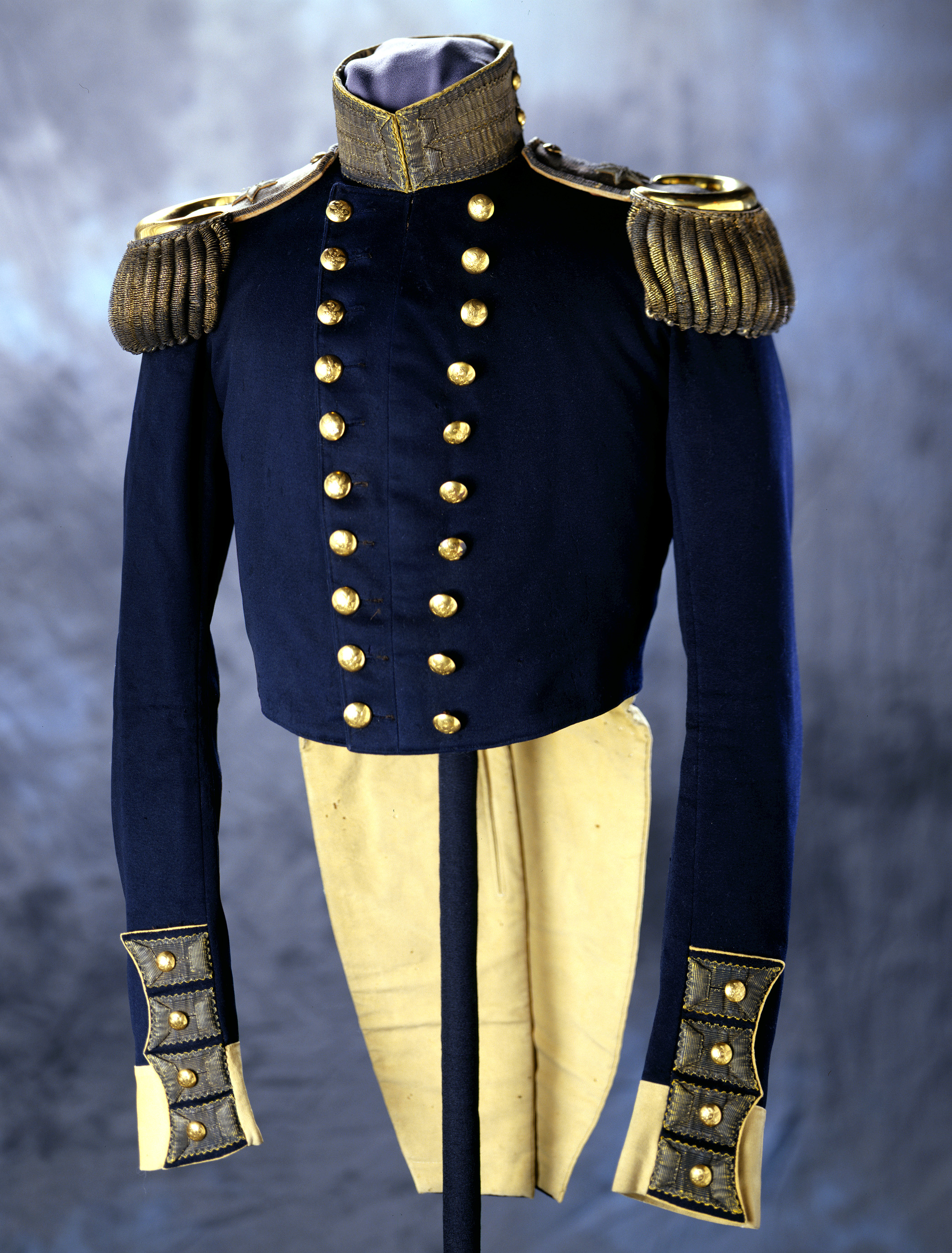
Grande tenue d'officier en 1847 conservée au Missouri History Museum.
Le lieutenant Tompkins menant les dragons nordistes pendant la bataille de la « Fairfax Court House » le 1er juin 1861 (guerre de Sécession).

### Espagne
Dans l'armée espagnole, en 1635 Pedro de la Puente organise un corps de dragons à Innsbruck (Autriche), et en 1640 un tercio de mille dragons armés d'arquebuses de pedreñal et de maillet sont créés en Espagne. À la fin du XVIIe siècle il y avait trois tercios en Espagne, trois aux Pays-Bas et trois autres chez les Milanais.
En 1704, comme pour le reste des tercios, ils ont été dissous et transformés en régiments par Felipe V. Pendant le XVIIIe siècle plusieurs régiments de dragons en cuir ont été créés dans la vice-royauté américaine, certains d'entre eux pour exercer des fonctions de police. Avant l'occupation anglo-saxonne de l'Ouest américain , la région était sous le contrôle des dragons espagnols.

### France

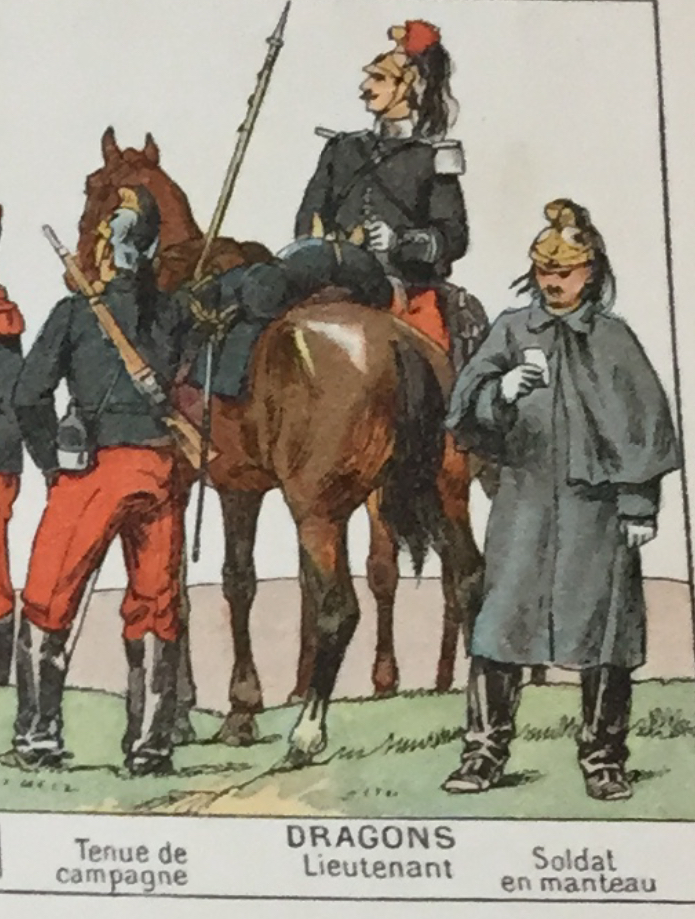
Les Dragons dans l’armée Française vers 1900

La France crée de nombreux régiments de dragons. Les dragons étaient à la fois un corps d'infanterie et de cavalerie. En 1678, Michel Le Tellier, marquis de Louvois, ministre de la Guerre, porte à quatorze le nombre des régiments de dragons avec un effectif de plus de dix mille hommes. Ces derniers, sous Louis XIV, sont envoyés dans les Cévennes et en Normandie afin de contraindre les protestants à se convertir « pacifiquement » (les dragons étaient logés chez l'habitant), d'où le nom de dragonnades.
Le XVIIIe siècle voit l'adoption de deux éléments qui caractériseront l'uniforme du dragons français jusqu'au XIXe siècle : l'introduction du Casque « à la romaine » et de la couleur d'uniforme verte. Sous Napoléon Ier les régiments de dragons servent essentiellement en Espagne.
L'armée française conserve encore des unités de dragons mais, avec la mécanisation du XXe siècle, ces derniers combattent comme infanterie motorisée ou à bord de chars. Enfin, dans la deuxième moitié du vingtième siècle, le 13e régiment de dragons parachutistes est en fait un régiment de forces spéciales, spécialisé dans le renseignement en profondeur.

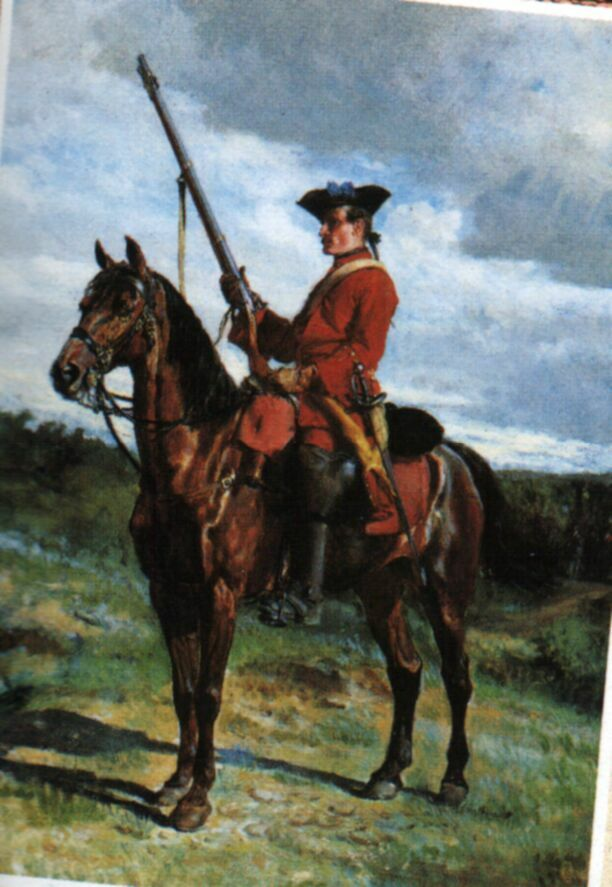
Un dragon sous le règne de Louis XV. Tableau d'Ernest Meissonier, Chantilly, musée Condé, 1863.
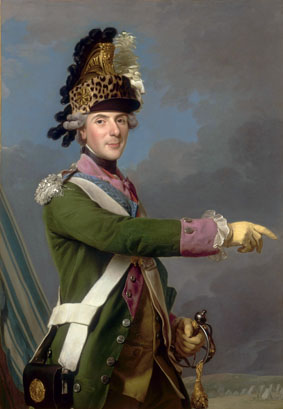
Louis, Dauphin de France en uniforme de dragon
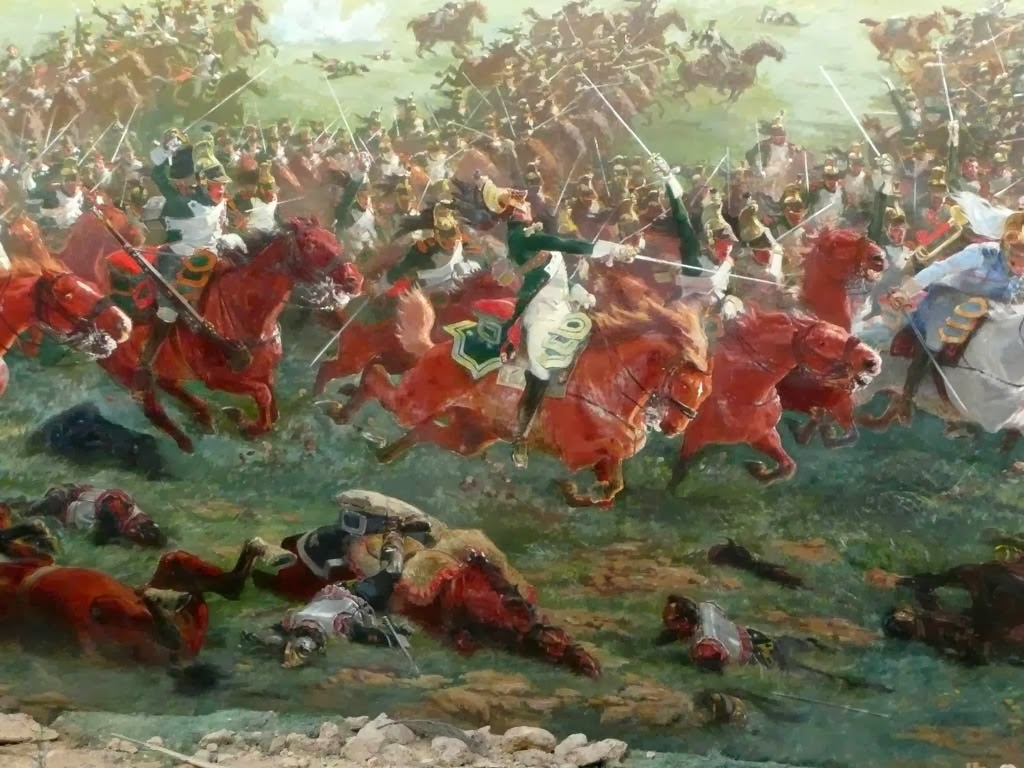
Charge des dragons de la Garde impériale à la bataille de Waterloo
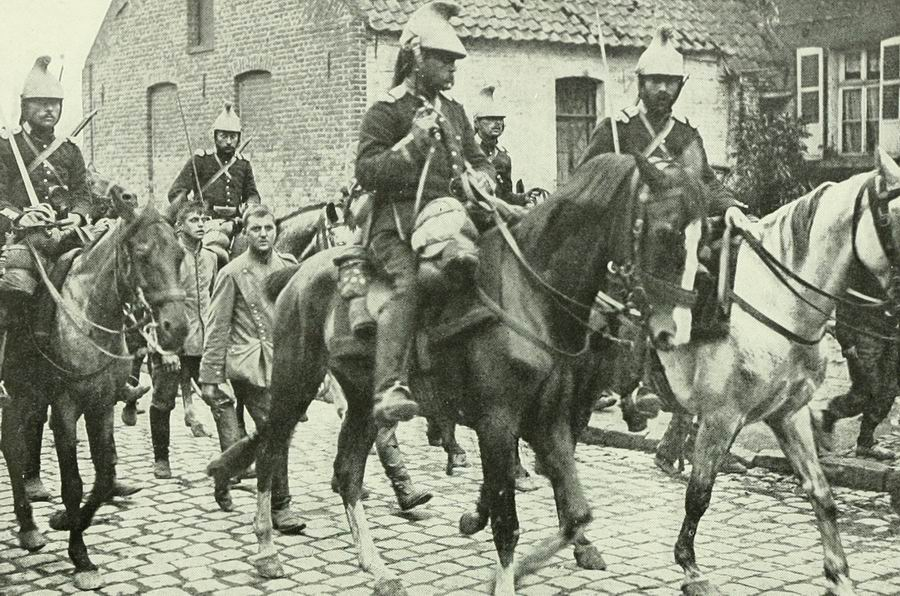
Dragons escortant des prisonniers allemands en 1914
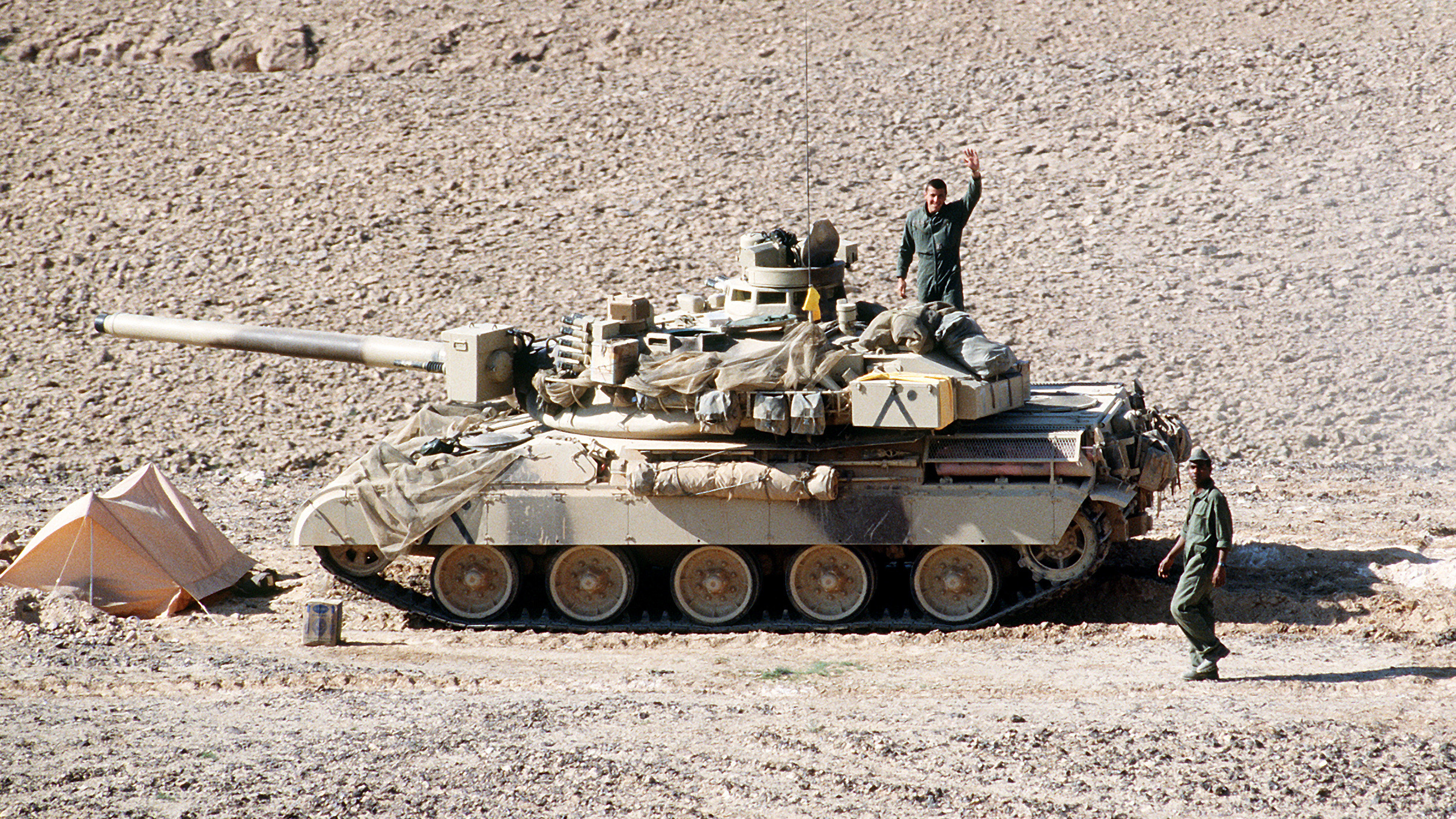
Char AMX-30 du 4e régiment de dragons pendant l'opération Daguet (Irak, 1990-1991)

### Pays-Bas

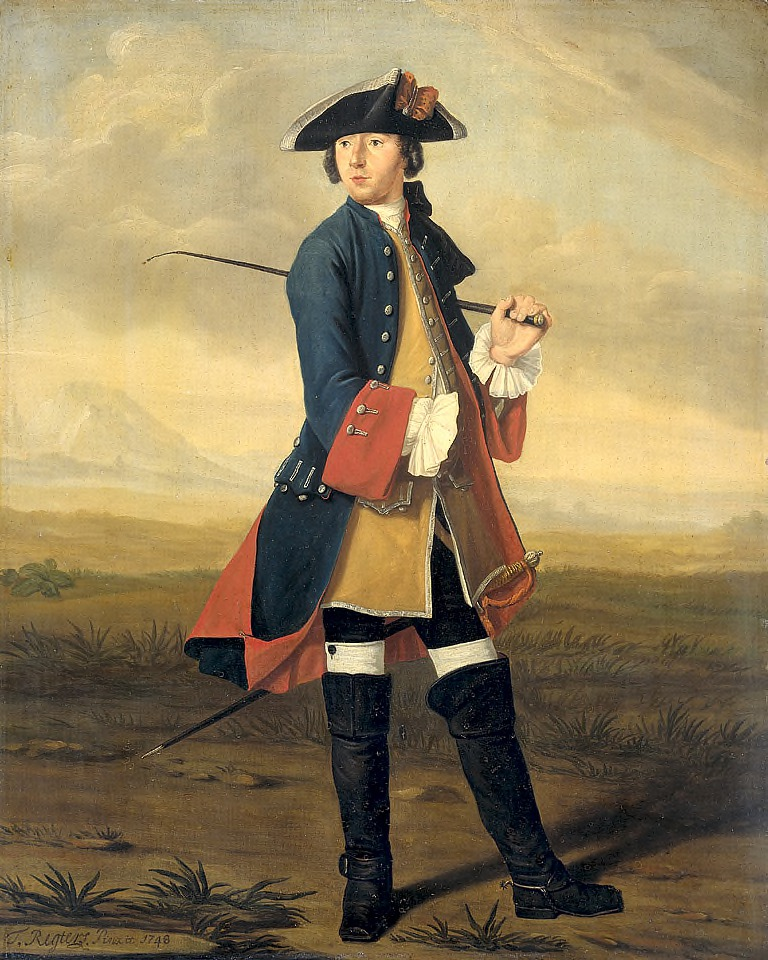
Dragon de l'armée des Provinces-Unies en 1748

Comme pour la Belgique, les territoires des actuels Pays-Bas passèrent au fil des siècles sous la domination de diverses grandes puissances européennes (duché de Bourgogne, royaume d'Espagne) avant son indépendance en 1579 sous le nom de Provinces-Unies - dont l'armée comptait plusieurs régiments de dragons - puis de passer sous domination française à la suite des guerres de la Révolution française. En 1815 est créé le royaume uni des Pays-Bas regroupant la Belgique et les actuels Pays-Bas. L'armée du royaume compte plusieurs régiments de « dragons légers » dont un de recrutement belge (voir supra).
Le début des années 1840 verra la création de six régiments de dragons:
- 1er Regiment (zware) Dragonders (premier régiment de dragons lourds) : créé en 1841 à partir de la Afdeling Kurassiers nr. 3 (3e section de cuirassiers) qui deviendra « 1er régiment de dragons » en 1843,
- 2e Regiment (zware) Dragonders (2e de dragons lourds) créé en 1841 à partir de la Afdeling Kurassiers nr. 9, devenu 2e régiment de dragons en 1843,
- 3e Regiment (lichte) Dragonders (3e régiment de dragons légers): créé en 1841 à partir du personnel hollandais du Regiment Lichte Dragonders nr 5. de l'ancien royaume uni, devenu 3e de dragons en 1843,
- 4e Regiment (lichte) Dragonders (4e régiment de dragons légers): créé en 1841 à partir des éléments du Regiment Lichte Dragonders nr. 5, dissous en 1843, ses personnels étant répartis au sein des 1er, 2e et 3e régiments, son 4e escadron recevant le titre de chasseur à cheval,
- 4e Regiment Dragonders: formé en 1849 avec du personnel des 1er et 2e régiments de lanciers,
- 5e Regiment Dragonders : régiment formé en 1843 à l'historique tortueux puisqu'il incorporera des éléments de régiments de lanciers avant d'être brièvement incorporé dans le corps des chasseurs à cheval puis de retrouver son titre de « dragons » de 1855 à 1867.

En 1867, tous les régiments de dragons sont convertis en régiments de hussards en conservant leur numéro, le 5e étant dissous et son personnel réparti au sein des autres régiments.
Le titre de « dragonder » sera porté plus tard par les capitaines des régiments de cavalerie.

### Royaume-Uni
Au Royaume-Uni, le terme de « dragoons » désigne en général les régiments de cavalerie de ligne, les régiments de cavalerie de la garde royale portant les titres de « Life Guards » et « Horse Guards » - certains portant le titre honorifique de Dragoon Guards sans faire partie de la garde. Les régiments de cavalerie légère portaient celui de « Light Dragoons », certains étant convertis en régiments de hussards pendant les guerres napoléoniennes, les autres tenant le rôle des chasseurs à cheval de l'armée française.
Pendant la seconde guerre des Boers, certains régiments d'infanterie furent montés, jouant ainsi le rôle « classique » de dragons .

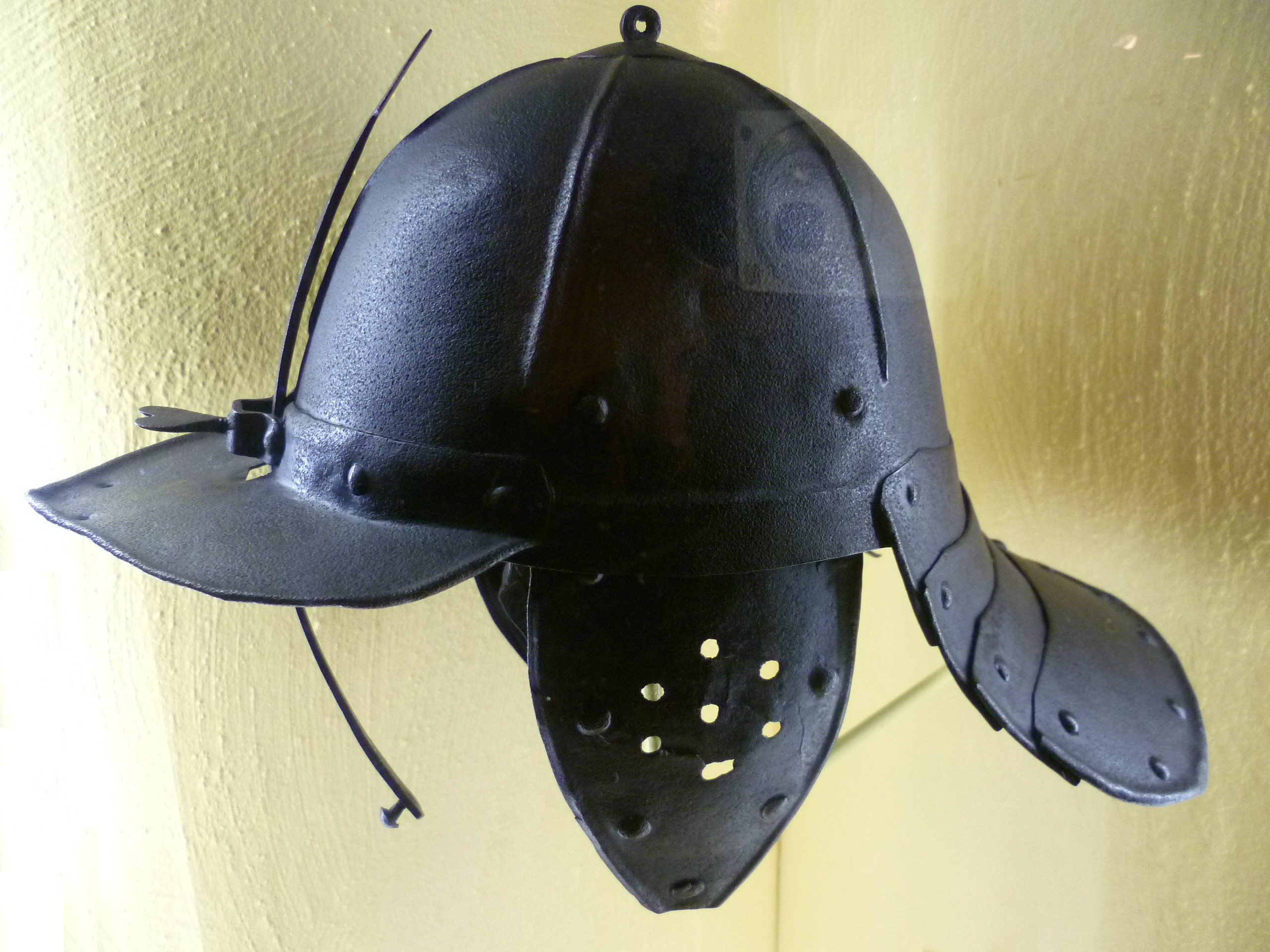
Casque de dragon pendant la première révolution anglaise
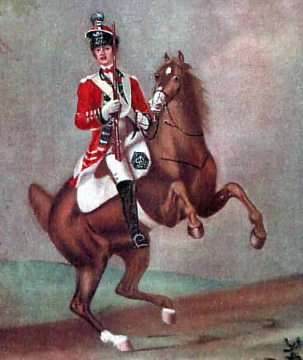
16th Light Dragoons, XVIIIe siècle
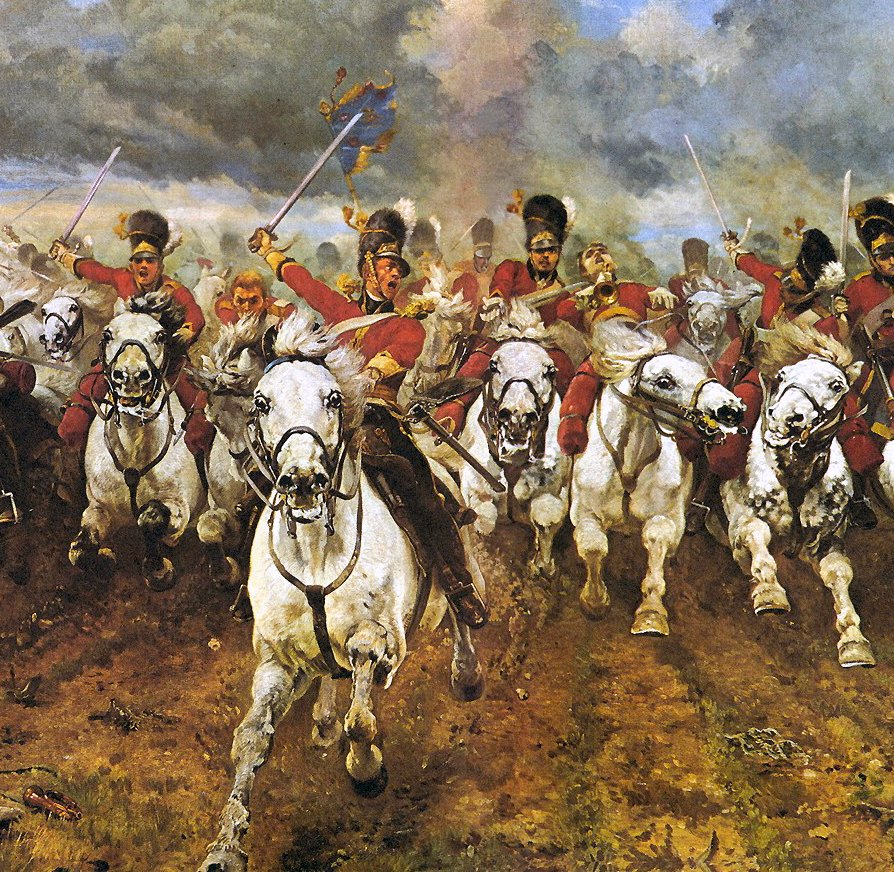
Charge des Scot Greys, unité dont les Royal Scots Dragoon Guards (Carabiniers and Grey's) actuels sont les héritiers, à la bataille de Waterloo.
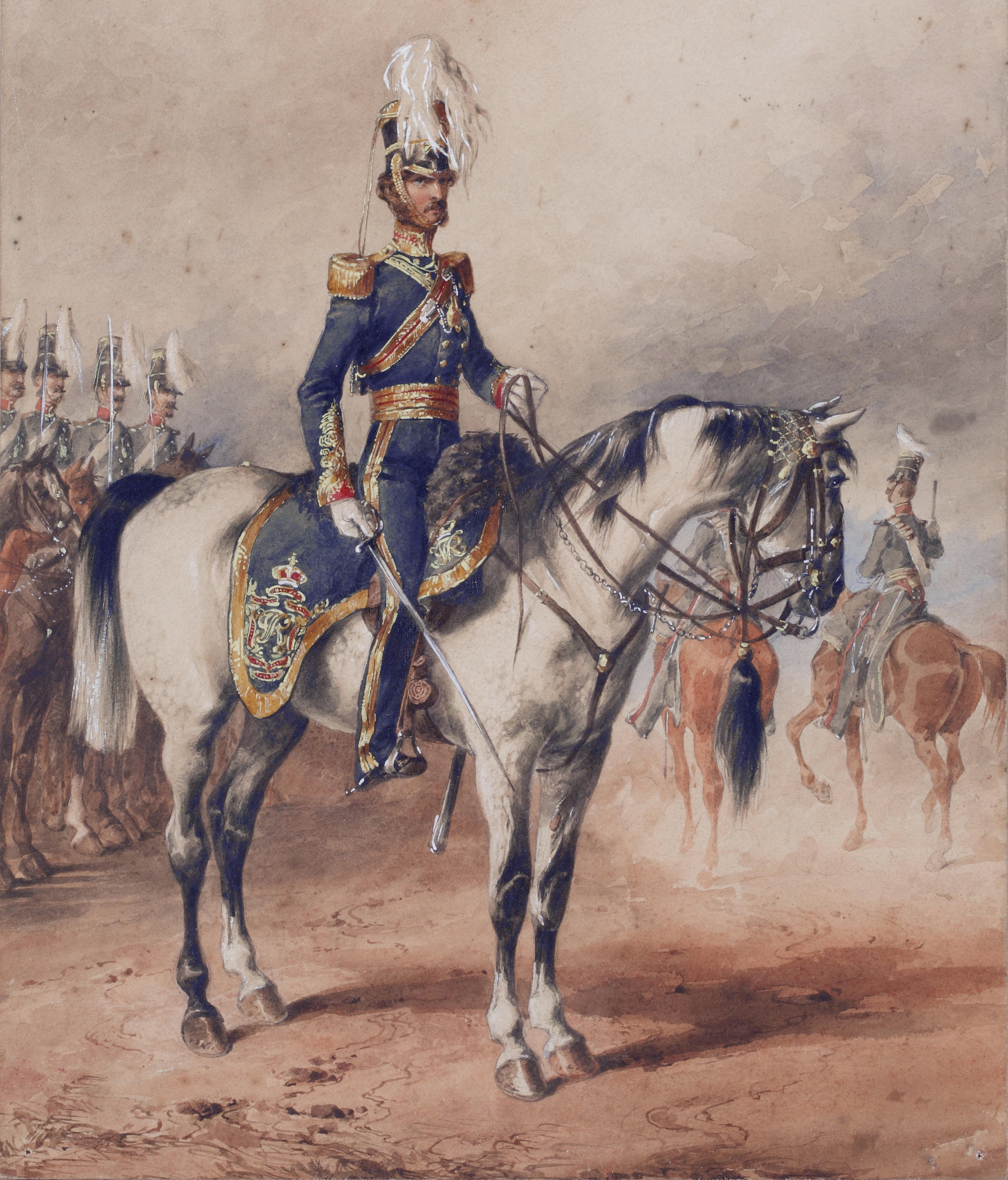
Le lieutenant-colonel Lord George Augustus Frederick Paget du 4th (Queen's Own) Light Dragoons à Dublin en 1850.
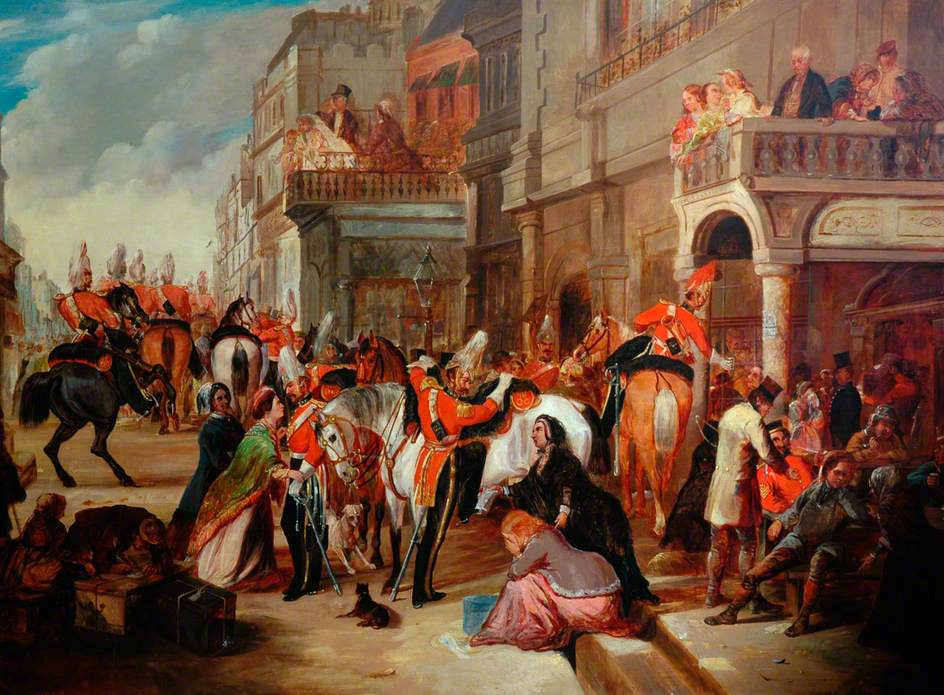
Le 4th Royal Irish Dragoon Guards à l'époque de la guerre de Crimée

### Russie impériale
Les premiers dragons sont apparus sous le règne de Michel Ier de Russie quand un premier régiment de dragons a été formé en 1631 recruté parmi les étrangers. Il était cantonné près de Smolensk. D'autres régiments, russes désormais, sont fondés par la suite. Sous le règne de Pierre le Grand, il y avait onze régiments. Les régiments de dragons sont intégrés dans des divisions de cavalerie en 1856. À la fin du XIXe siècle, on comptait dans quinze divisions de cavalerie et trois brigades spéciales, 57 régiments de dragons. À la veille de la guerre de 1914, ils sont réorganisés en 21 régiments. Le plus connu était le régiment des dragons de la garde.

### Suisse

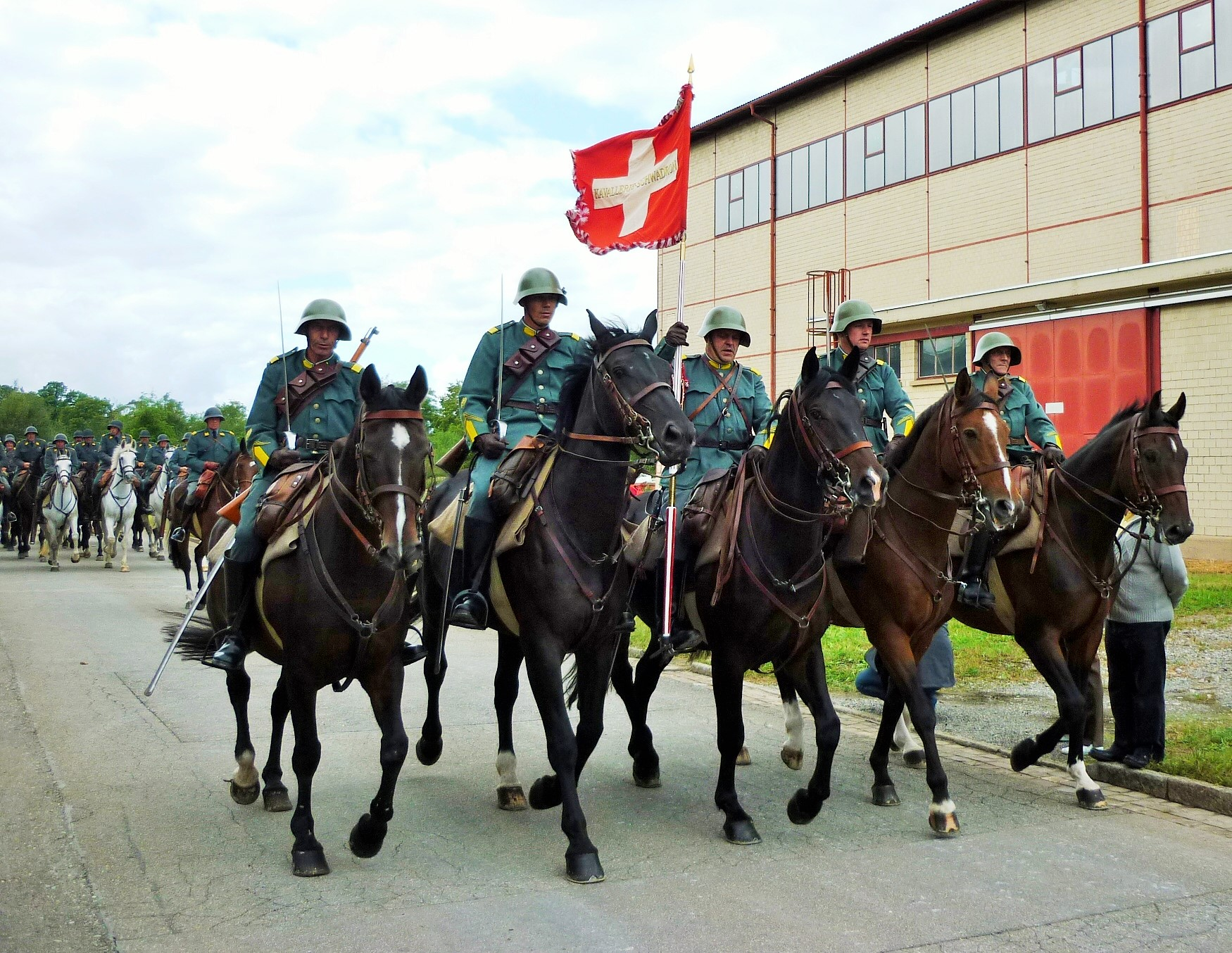
Une unité de dragons en parade en 2009.

Dans l'armée suisse, les unités de dragons ont été supprimées au début des années 1970. Le 5 décembre 1972, le Conseil national décide d'abolir les formations de cavalerie dans l'armée par 91 voix contre 71. Les unités sont reconverties en unités de grenadiers de chars.
L'exploration faisait partie de leurs tâches. Cette mission est désormais dévolue en partie aux bataillons d'exploration qui ont également repris le symbole typique de la cavalerie : deux sabres lames en bas se croisant. La devise Par St-Georges, vive la cavalerie est également une tradition des dragons perpétuée par les explorateurs.